# 100 років Національній академії образотворчого мистецтва і архітектури (монета)
«100 ро́ків Націона́льній акаде́мії образотво́рчого мисте́цтва і архітекту́ри» — ювілейна монета номіналом 2 гривні, випущена Національним банком України. Присвячена 100-річчю Національної академії образотворчого мистецтва і архітектури — спадкоємиці Української академії мистецтва, яка була заснована 18 грудня 1917 року з ініціативи видатних державників, діячів культури, художників у час великих надій та важких випробувань для України. Основною метою першого в Україні вищого художнього навчального закладу було плекання мистецької школи на ґрунті традицій національної і світової культури.
Монету введено в обіг 7 грудня 2017 року. Вона належить до серії «Вищі навчальні заклади України».

## Опис та характеристики монети
| Номінал грн. | Метал      | Маса, грам | Діаметр, мм. | Якість виготовлення       | Гурт     | Тираж, штук |
| ------------ | ---------- | ---------- | ------------ | ------------------------- | -------- | ----------- |
| 2            | нейзильбер | 12,8       | 31           | спеціальний анциркулейтед | рифлений | 35 000      |

### Аверс
На аверсі монети розміщено: угорі — малий Державний Герб України, під яким зазначено рік карбування — «2017», напис півколом «NАЦІОNАЛЬNИЙ БАNК УКРАЇNИ»; у центрі — восьмикутник на дзеркальному тлі в обрамленні рослинного орнаменту із зображенням профілю богині Мінерви — покровительки мистецтв; унизу — позначення номіналу — «2 ГРИВНІ»; праворуч — логотип Банкнотно-монетного двору Національного банку.

### Реверс
На реверсі монети розміщено: зображення будівлі академії, під якою позначено роки «1917» і «2017»; написи: «100 РОКІВ» (угорі) та «NАЦІОNАЛЬNА АКАДЕМІЯ ОБРАЗОТВОРЧОГО МИСТЕЦТВА І АРХІТЕКТУРИ» (унизу).

## Автори
- Художник — Кочубей Микола.

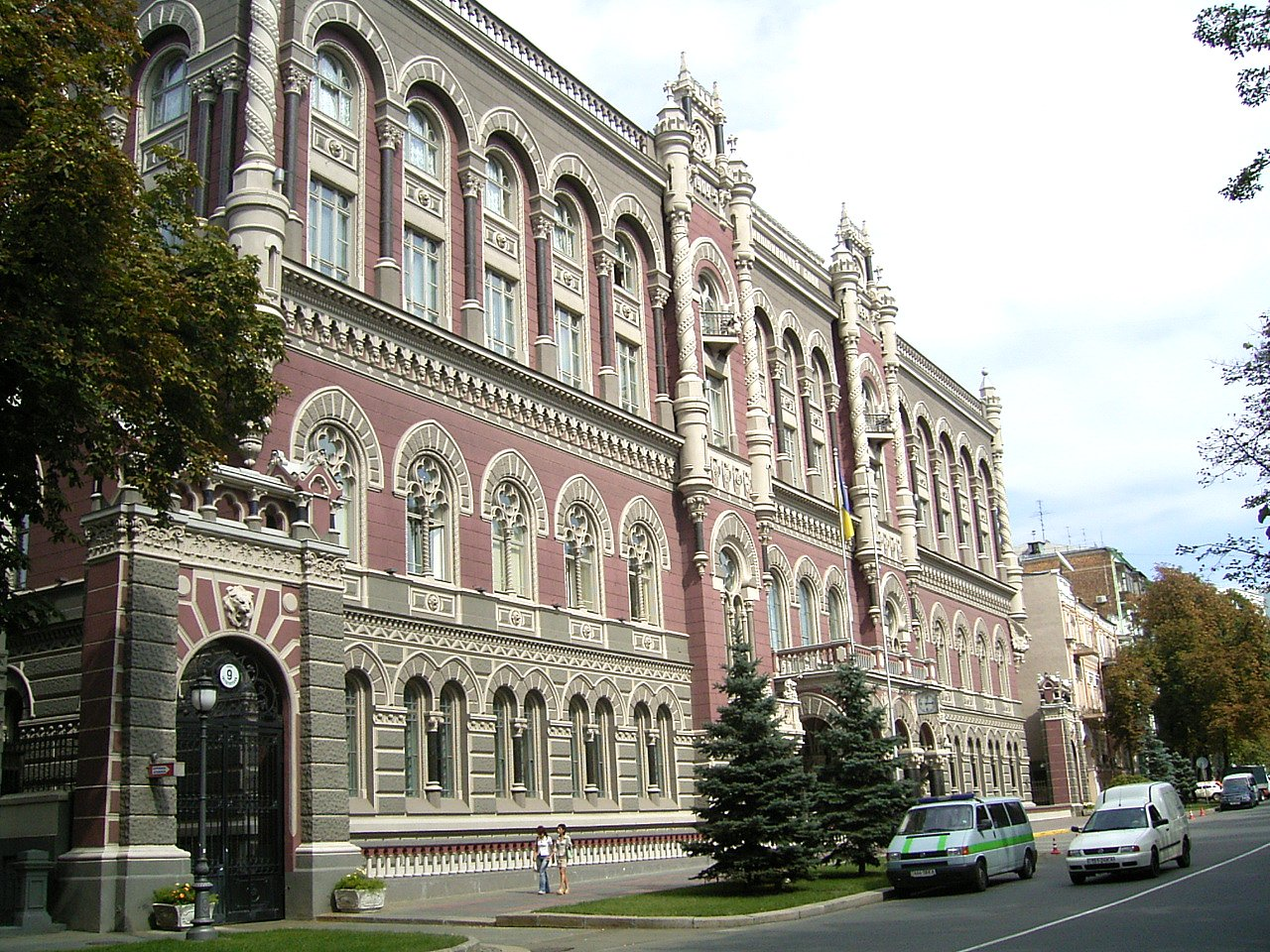
Будівля Національного банку України

- Скульптори: Чайковський Роман, Атаманчук Володимир.

## Вартість монети
Під час введення монети в обіг 2017 року, Національний банк України реалізовував монету через свої філії за ціною 35 гривень.
Фактична приблизна вартість монети, з роками змінювалася так:
| Рік        | 2018 | 2019 | 2020 | 2021 | 2022 | 2023 | 2024 | 2025 |
| ---------- | ---- | ---- | ---- | ---- | ---- | ---- | ---- | ---- |
| Ціна, грн. | 45   | 45   | 45   | 50   | 50   | 70   | 110  | 135  |